# Осменья, Серхио
Се́рхио Осме́нья (исп. Sergio Osmeña; 9 сентября 1878, Себу, Генерал-капитанство Филиппины — 19 октября 1961, Себу, Филиппины) — государственный и политический деятель Филиппин, президент страны в последний период содружества с США (1944—1946).
Политическую карьеру начал как издатель газеты антииспанской направленности, в 1907 году стал сооснователем Националистической партии; глава парламента Филиппин (1907—1933), вице-президент Филиппин (1935—1944), возглавил страну после смерти Мануэля Кесона. В 1946 году участвовал в первых выборах президента независимых Филиппин, но проиграл.

## Ранняя биография

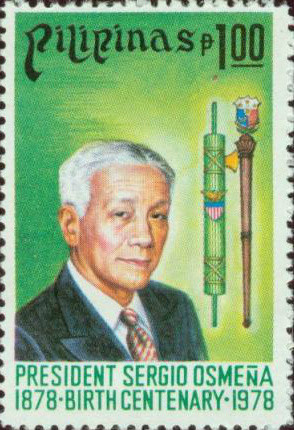
Се́рхио Осме́нья на почтовой марке Филиппин 1978 г.

Родился во влиятельной семье китайского происхождения, однако его отцу было всего 14 лет, поэтому обстоятельства рождения всегда были семейной тайной, не повлиявшей однако на карьеру.
В 1892 году окончил колледж Сан-Карлос, а затем продолжил обучение в Колледже Святого Хуана Летранского в Маниле, где познакомился и сблизился с будущим президентом Филиппин Мануэлем Кесоном. Обучался в Университете Санто-Томас; в период Испано-американской войны занятия были прерваны, служил в это время курьером и журналистом в штате генерала Эмилио Агинальдо. В 1900 году основал в Себу ежедневную газету El Nuevo Dia антииспанской направленности, выходившую вплоть до 1903 года. В 1903 году окончил университет, затем некоторое время работал адвокатом.
В 1904 году генерал-губернатором Райтом назначен временно исполняющим обязанности губернатора провинции Себу на период находившегося в закупочной экспедиции губернатора Хуана Климако; после возвращения Климако назначен окружным прокурором в провинции Себу, а затем в Восточный Негросе. В 1906 году избран губернатором Себу.

## Во главе парламента
В 1907 году основал с Кесоном Националистическую партию, и в том же году избран депутатом первого филиппинского парламента — Национальной ассамблеи. С 1907 по 1922 годы в течение 15 лет был спикером парламента (в 1916 году ассамблея была переименована в Национальное собрание Филиппин). Несмотря на активную законотворческую деятельность и ширившееся влияние парламента, на протяжении этого периода американская администрация (Филиппинская комиссия) отменила многие приятные ассамблеей решения.
С 1922 по 1935 год избрался в Сенат Филиппин, в 1922—1933 годы являлся президентом верхней палаты национального парламента. В 1933 году побывал с визитом в Соединенных Штатах, где обсуждал вопрос о предоставлении независимости Филиппинам.

## Вице-президент
15 сентября 1935 года на Филиппинах прошли первые всенародные выборы президента, который по новой конституции, должен был управлять страной наравне с американским генерал-губернатором. на которых по отдельному списку выбирался также вице-президент. В результате выборы по обоим спискам выиграли представители Националистической партии: президентом стал Кесон, получивший 68 % голосов избирателей, а вице-президентом — Осменья, набравший без малого 87 % голосов. во время японской оккупации страны вместе с правительством уехал в США и сохранял пост в правительстве в изгнании; также одновременно занимал пост министра образования (1935—1940 и 1941—1944).
Согласно Конституции 1935 года официальный срок полномочий президента Кесона истекал 30 декабря 1943 года, и вице-президент автоматически должен был занять пост президента; Осменья выпустил по этому поводу коммюнике, а в ответ Кесон опубликовал пресс-релиз, где указывал вице-президенту, что в сложившихся обстоятельствах производить такую рокировку было бы неразумно. После этого Осменья обратился за разъяснениями к Генеральному прокурору США Гомеру Каммингсу, который поддержал точку зрения вице-президента как более юридически обоснованную. Однако Кесон оставался непреклонным и добивался решения президента Рузвельта, однако тот самоустранился, предпочтя, чтобы сами филиппинцы нашли выход из кризисной ситуации. После бурной дискуссии на заседании правительства в изгнании Кесон заявил о готовности уйти в отставку.
Однако после этого Осменья неожиданно для всех обратился к президенту и предложил попросить американский конгресс приостановить конституционные положения о правопреемстве, пока Филиппины не будут освобождены от японской оккупации, предложение было поддержано Кесоном и членами правительства; в ноябре 1943 года соответствующая резолюция, предложенная через сенатора Тидинга и конгрессмена Белла, была единогласно одобрена Палатой представителей и Сенатом США.

## Президент
После смерти президента Кесона в 1944 году занял пост президента Содружества Филиппин в изгнании. Сформировал контрадминистрацию по отношению к прояпонскому кабинету Хосе Лауреля. Вернулся на родину с войсками генерала США Дугласа Макартура; лично участвовал вместе с ним в высадке американских войск в Лейте 20 октября 1944 года, с чего началось освобождение Филиппин.
После освобождения страны сохранил пост, и продолжал работу по обретению полной независимости. Столкнулся с множеством трудностей: с одной стороны, приходилось преодолевать последствия японской оккупации, с другой — действовать под фактическим управлением со стороны США, так, 25 сентября 1945 года Национальный конгресс при поддержке главы государства под американским давлением принял закон, в котором создавались народные суды и Канцелярия специальных прокуроров для рассмотрения незавершённых дел о коллаборационизме.
После основания Республики Филиппины 4 июля 1946 года безуспешно баллотировался на пост первого президента, проиграв Мануэлю Рохасу; причиной поражения считается отказ от проведения активной избирательной кампании в расчёте на широкую известность. После поражения на выборах прекратил политическую деятельность, и остаток жизни провёл в родном доме в Себу.

## Семья
Первая жена — Эстефания Чон Велосо; в браке, продлившимся с 1910 по 1918 год вплоть до смерти супруги, родилось 10 детей, среди них — будущий член филиппинского Сената Серхио Осменья-младший.
В 1920 году женился на Эсперансе Лимьяп, в браке воспитали троих детей.
Среди внуков — двое депутатов национального парламента (Серхио Осменья III и Джон Генри Осменья), губернатор провинции Себу Эмилио Марио Осменья, мэр города Себу Томас Осменья, двое других внуков занимали ответственные посты в мэрии Себу.
Похоронен на Северном кладбище в Маниле.